# Wenceslao Mansogo Alo
Wenceslao Mansogo Aló (Cogo, Guinea Ecuatorial, 27 de noviembre de 1955 - Saint-Étienne, 25 de abril de 2022), fue un médico, activista de los derechos humanos y político ecuatoguineano. Hijo del político de la zona Miguel Alo Mansogo, segundo alcalde del distrito de Kogo después de la independencia de Guinea Ecuatorial, en 1968.

## Biografía
Graduado de Doctor de Estado en Medicina, máster en Ciencias Biológicas y Médicas por la Universidad Jean Monnet en Saint-Étienne, practicó la medicina en Francia durante muchos años antes de decidirse regresar a su país natal para ayudar a mejorar la mala atención de la salud.
A petición del gobierno de Guinea Ecuatorial bajo cooperación francesa, dirigió una unidad especial en el Hospital Regional Dr. Damián Roku Epitie Monanga en Bata (1994-1998). Según Human Rights Watch, fue despedido de su cargo, cuando propuso que los médicos deberían estar obligados a presentar pruebas de sus aptitudes para ejercer la medicina antes de que se les permitiera ejercer. A continuación, pasó a la práctica de la medicina privada y abrió su propia clínica, el Centro Médico « Espoir » Litoral en Bata, considerada una de las clínicas más importantes del país.
Además de su trabajo como médico, Mansogo Alo inició su carrera política como líder de Convergencia para la Democracia Social (CPDS), el principal partido político de la oposición en Guinea Ecuatorial, siendo además el secretario de relaciones internacionales y los Derechos humanos. Fue también concejal del ayuntamiento de la ciudad de Bata (2008-2012). En las elecciones municipales de 2017 se postuló al cargo de alcalde de Bata, sin resultar electo.
Falleció en la localidad francesa de Saint-Étienne, el 25 de abril del  2022.

## Premios y distinciones
En el año 2020, Wenceslao Mansogo Alo recibió la Medalla de plata del Gran Premio Humanitario de Francia, una Asociación fundada en París en 1892, declarada en 1902 cuyo objetivo es honorar y recompensar a aquellas personas que por su coraje, su abnegación, su trabajo, sus consejos o su tiempo, han contribuido a salvar o a aliviar a su prójimo, así como a aportar su apoyo a las víctimas de catástrofes y asociaciones humanitarias.